# Euphorbia deflexa
Euphorbia deflexa là một loài thực vật có hoa trong họ Đại kích. Loài này được Sibth. & Sm. mô tả khoa học đầu tiên năm 1806.